# Iven Bryske
Iven Bryske (død 1421) nævnes som ridder i 1403 og var senere også rigsråd.
Da Erik af Pommern i sommeren 1416 havde erobret Femern, satte han Iven Bryske til høvedsmand på slottet Glambæk. Hen på efteråret søgte holstenerne at vinde øen tilbage; men Bryske havde i sidste øjeblik fået slottet provianteret og modstod nu en to måneders belejring. I december forlod han hemmeligt borgen for at hente undsætning i Danmark, men ved sin tilbagekomst kunne han ikke atter slippe ind i slottet, der straks efter overgav sig. 
Han levede endnu i september 1421; men kort efter døde han, mens han var til søs med en flåde, 
der skulle have angrebet Als.